# Brian Molko
Brian Molko (n. 10 decembrie 1972, région métropolitaine de Bruxelles, Valonia, Belgia) este compozitorul, solistul și chitaristul trupei Placebo.

## Copilăria și adolescența
Născut la Bruxelles, Brian este cel de-al doilea copil al familiei Molko. Tatăl său era un american cu sânge italian și francez, iar mama scoțiană. Molko mai are un frate pe nume Barry, cu zece ani mai mare decât el, pe care l-a descris la un moment dat ca fiindu-i cel mai bun prieten.
Datorită meseriei de bancher a tatălui, familia Molko a fost nevoită să se mute frecvent în primii ani de viață ai lui Brian, stabilindu-se în Scoția, Liberia, Liban, și în cele din urmă, în Luxemburg. Brian a urmat acolo întâi „The European School of Luxembourg”, pe care a trebuit să o părăsească, pentru că intra prea des în conflicte violente cu colegii de școală. De la vârsta de 11 ani, a urmat „The American International School of Luxembourg”, unde l-a întâlnit pentru prima dată pe viitorul său coleg de trupă, Stefan Olsdal. Nu și-au vorbit însă deloc în acea perioadă din cauza stilurilor de viață complet diferite pe care le aveau. Olsdal era foarte bun la sporturi, în timp ce Molko prefera orele de teatru. Dragostea pentru teatru i-a adus nenumărate conflicte cu părinții, în special cu tatăl său, care își dorea ca el să devină bancher, dar și cu mama sa (femeie foarte religioasă), care îi pregătise o carieră de preot, datorită bunelor sale calități de orator. Negăsind sprijin pentru înclinațiile sale artistice în familie, începe să se refugieze în muzică, petrecând mult timp închis în camera lui, cântând la chitară. Printre primele lui pasiuni muzicale s-au numărat Sonic Youth și The Velvet Underground.
Scena și teatrul i-au dat ocazia să își exprime și descopere personalitatea. Pe scenă a început pentru prima dată să experimenteze machiajul, lacul de unghii și hainele feminine. Mai târziu, în jurul vârstei de 16 ani, și-a descoperit și bisexualitatea. Acest lucru l-a făcut să renunțe definitiv la frecventarea bisericii: „Nu am fost niciodată homofob și unul din motivele pentru care am încetat să merg la biserică, fiindcă mama mă ducea foarte des acolo, a fost atitudinea bisericii față de homosexuali.” Nici în școală Molko nu a găsit un sprijin prea mare, pentru că majoritatea colegilor îl batjocoreau din cauza firii sale retrase și a imaginii androgine.
La vârsta de șaptesprezece ani, a părăsit Luxemburgul și a plecat, împotriva voinței părinților săi, la Londra, unde avea să urmeze cursurile de actorie la Colegiul Goldsmith Mai târziu, avea să descrie acea perioadă drept una foarte frustrantă și zbuciumată din punct de vedere al vieții sexuale, menționând că după absolvire a mers până la a-și impune un celibat de unsprezece luni.

## Carieră
În 1991, Molko l-a cunoscut pe Steve Hewitt, pe atunci toboșar în Breed, printr-o prietenă comună, la restaurantul Burger King. La scurt timp după, au început să cânte împreună prin baruri.
Molko și Olsdal s-au reîntâlnit întâmplător, în 1994, la stația de metrou South Kensington. Molko l-a invitat pe Olsdal să vină în acea seară să îl audă cântând, iar acesta a acceptat invitația. Ulterior, impresionat de vocea lui Molko, Olsdal i-a propus să formeze o trupă. Primele demo-uri au fost înregistrate cu Steve Hewitt la tobe, însă acesta nu putea cânta cu ambele trupe și a fost înlocuit de către Robert Schultzberg, un coleg al lui Olsdal. În această formulă, Placebo au semnat cu Caroline Records și au înregistrat primul album în 1996. Dar Schultzberg avea să plece curând din trupă, din cauza conflictelor cu Molko, facilitând revenirea lui Hewitt.
Alături de colegii săi de trupă, Molko a apărut în Velvet Goldmine, un film din 1998 despre perioada glam a anilor '70. În acest film, Brian joacă rolul lui Malcolm, solistul trupei ficționale The Flaming Creatures. Într-una din scene, el apare alături de Steve Hewitt (Billy) și de Xavior Roide interpretând piesa „20th Century Boy”, un cover după trupa T.Rex.
Cu Hewitt la tobe, Placebo a scos încă patru albume de studio, plus o colecție de single-uri, un DVD și un EP. La sfârșitul anului 2007, Hewitt avea să părăsească trupa, invocând „neînțelegeri de ordin personal și muzical”, și fiind înlocuit în vara lui 2008 de Steve Forrest.
Molko a învățat singur să cânte la chitară încă de la vârsta de la șaisprezece ani, atunci când și-a și cumpărat prima chitară. Ulterior a învățat să cânte și la chitară bas, muzicuță, claviatură, saxofon și tobe. Chitara lui favorită este un Fender Jaguar roșu cu alb, care după propriile spuse este femeie, și se numește Bitch. Molko mai are și alte „femei” în colecție (Louise, Goddess, Tattoo), dar și un „bărbat” (Bertie), despre care spune că este „homosexual”, pentru că este roz.
Aproape toate versurile cântecelor Placebo sunt scrise de el, excepție făcând „Every You Every Me” și „Twenty Years”, la care a colaborat cu Paul Campion.
Brian Molko cunoaște foarte bine limba franceză și vorbește și puțină germană și spaniolă.

## Viața personală
Din 2005, Molko este tatăl unui băiat pe nume Cody, a cărui mamă este fotografa Helena Berg, care a realizat și coperțile câtorva single-uri Placebo.
Artistul suferă de depresie și ia medicamente pentru a ține boala sub control. Într-un interviu din 2009 pentru Les Inrockuptibles, el declara: „În adolescență, pentru o lungă perioadă de vreme, am trăit cu această durere ce nu avea nume. Aveam 25 de ani când un doctor mi-a pus în sfârșit diagnosticul de depresie. A fost o ușurare să știu că eram bolnav, că nu era ceva ce îmi impuneam mie însumi, că nu aveam control asupra sentimentelor mele, asupra tristeții mele permanente. Singura parte pozitivă e că am căutat să depășesc durerea prin creativitate, sperând să găsesc o formă de terapie. Nimeni nu își poate imagina ce ușurare este să afli în sfârșit că ești bolnav, nu nebun.”

## Colaborări
- AC Acoustics: voce pe „Crush” (albumul Understanding Music, 2000)
- Alpinestars: voce pe „Carbon Kid” (albumul White Noise, 2002)
- Dream City Film Club: voce pe „Some”
- Faultline: voce (alături de Francoise Hardy) pe Requiem For A Jerk (albumul tribut Serge Gainsbourg, 2006)
- Hotel Persona: voce pe „Modern Kids” (albumul En Las Nubes / In The Clouds, 2008)
- Indochine: voce pe „Pink Water II” (la care a scris versurile) și „Pink Water III” (albumul Alice et June, 2006)
- Jane Birkin: voce pe „Smile” (2004)
- Kristeen Young: voce pe „No Other God” (albumul X, 2004)
- Timo Maas: voce pe „Pictures”, „Like Siamese” și pe „First Day” (albumul Pictures, 2006)
- Trash Palace: voce pe „The Metric System”, și pe „Je T'aime Moi Non Plus” (alături de Asia Argento) (albumul Positions, 2002)